# Bechara El Khoury
Bechara El Khoury (10 de agosto de 1890 - 11 de janeiro de 1964)   (em árabe: بشارة الخوري) foi o primeiro presidente pós-independência do Líbano,  ocupando o cargo de 21 de setembro de 1943 a 18 de setembro de 1952. Anteriormente tinha cumprido dois breves mandatos como Primeiro-Ministro, de 5 de maio de 1927 a 10 de agosto de 1928 e de 9 de maio a 11 de outubro de 1929.

## Biografia
Khoury nasceu em Rechmaya, uma cidade no distrito de Aley, governatorato de Monte Líbano em 10 de agosto de 1890.  Ele estudou Direito.
Khoury fundou o Partido Ad-Dustour e serviu como um ministro do gabinete antes de sua eleição como presidente em 21 de setembro de 1943. Era um forte nacionalista que se opunha ao Mandato Francês, e em 11 de novembro de 1943, foi detido pelas tropas francesas livres e aprisionado na Torre Rashaya por 11 dias,  juntamente com Riad Al Solh (primeiro-ministro), Pierre Gemayel, Camille Chamoun, e várias outras personalidades que estavam a dominar a política na geração seguinte a independência.
Grandes manifestações forçaram as forças francesas livres a libertar os prisioneiros, incluindo Khoury, em 22 de novembro de 1943, data que atualmente é celebrada como o dia da independência nacional do Líbano.
Khoury é lembrado por sua participação na elaboração do Pacto Nacional, um acordo entre líderes cristãos e muçulmanos do Líbano, que constitui a base da estrutura constitucional do país hoje, apesar de não ser codificado na Constituição até o Acordo de Taif de 1989. No Pacto, os cristãos aceitam a filiação do Líbano com a Liga Árabe e concordam em não buscar a proteção francesa, e os muçulmanos concordaram em aceitar o Estado libanês em suas fronteiras atuais e prometeram não buscar a unificação com a vizinha Síria. O Pacto também distribuiu assentos na Assembleia Nacional, em uma proporção de seis cristãos para cinco muçulmanos, com base no censo de 1932 (este já foi modificado para representar os seguidores das duas religiões igualmente). Mais significativamente, os três principais gabinetes constitucionais (Presidente, Primeiro-Ministro e Presidente da Assembleia Nacional) foram atribuídos a um cristão maronita, um muçulmano sunita e um muçulmano xiita, as três maiores confissões do Líbano, respectivamente.
Os anos de Khoury no cargo foram marcados por grande crescimento econômico, mas a Guerra de Independência de Israel em 1948 (em que o Líbano lutou do lado árabe) fragilizou a economia libanesa com seu custo financeiro e com a chegada de cerca de 100.000 refugiados palestinos. Esses fatores, juntamente com suspeitas de corrupção na administração de Khoury, provocaram grandes manifestações que o obrigou a renunciar em 18 de setembro de 1952. Ele foi sucedido por Camille Chamoun, embora tecnicamente Fuad Chehab sucedeu-lhe temporariamente como presidente interino.